# Chaetocalathus cocciformis
Chaetocalathus cocciformis är en svampart som först beskrevs av Miles Joseph Berkeley, och fick sitt nu gällande namn av E. Horak 1971. Chaetocalathus cocciformis ingår i släktet Chaetocalathus och familjen Marasmiaceae.   Inga underarter finns listade i Catalogue of Life.